# استورات کش
استورات کش (انگلیسی: Stuart Cash؛ زادهٔ ۵ سپتامبر ۱۹۶۵) بازیکن فوتبال اهل بریتانیا است.
از باشگاه‌هایی که در آن بازی کرده‌است می‌توان به باشگاه فوتبال شروزبری تاون، باشگاه فوتبال سلو تاون، باشگاه فوتبال ولورهمپتون واندررز، باشگاه فوتبال ناتینگهام فارست، باشگاه فوتبال برنتفورد، باشگاه فوتبال چرتسی تاون، باشگاه فوتبال چسترفیلد، باشگاه فوتبال وایکام واندررز، باشگاه فوتبال روترهام یونایتد، باشگاه فوتبال چشام یونایتد، باشگاه فوتبال آلدرشات تاون، و باشگاه فوتبال استیونج اشاره کرد.